# Lycosa porteri
Lycosa porteri är en spindelart som beskrevs av Simon 1904. Lycosa porteri ingår i släktet Lycosa och familjen vargspindlar. Inga underarter finns listade i Catalogue of Life.